# Asparagus capitatus
Asparagus capitatus är en sparrisväxtart som beskrevs av John Gilbert Baker. Asparagus capitatus ingår i släktet sparrisar, och familjen sparrisväxter.

## Underarter
Arten delas in i följande underarter:
- A. c. capitatus
- A. c. gracilis